# Cyklické číslo (teorie grup)
Cyklické číslo je přirozené číslo n takové, že n a φ(n) jsou nesoudělná čísla (φ je Eulerova funkce). Ekvivalentní definice je, že číslo n je cyklické právě tehdy, když jakákoli grupa řádu n je cyklická.
Jakékoli prvočíslo je zřejmě cyklické. Všechna cyklická čísla jsou bezčtvercová čísla.
Nechť n = p1 p2 … pk, kde pi jsou navzájem různá prvočísla, pak φ(n) = (p1 − 1)(p2 − 1)...(pk – 1). Pokud žádné pi nedělí žádné (pj – 1), pak n a φ(n) nemají společný (prvočíselný) dělitel a n je cyklické číslo.
První cyklická čísla jsou 1, 2, 3, 5, 7, 11, 13, 15, 17, 19, 23, 29, 31, 33, 35, 37, 41, 43, 47, 51, 53, 59, 61, 65, 67, 69, 71, 73, 77, 79, 83, 85, 87, 89, 91, 95, 97, 101, 103, 107, 109, 113, 115, 119, 123, 127, 131, 133, 137, 139, 141, 143, 145, 149, … Posloupnost A003277 v databázi On-Line Encyclopedia of Integer Sequences.